# Giampaolo Ricci
Giampaolo Ricci (Roma, 27 de septiembre de 1991) es un baloncestista italiano que juega en las posiciones de alero y ala-pívot para el Olimpia Milano de la Serie A de Italia. Ha representado a su país internacionalmente, habiendo jugado el torneo de baloncesto masculino de los Juegos Olímpicos de Tokio 2020 y la Copa Mundial de Baloncesto de 2023 entre otros torneos. 

## Trayectoria
Aunque nació en la ciudad de Roma, Ricci creció en la ciudad de Chieti. Allí jugó al baloncesto a nivel juvenil para el Audax Basket Chieti y el Pallacanestro Chieti, antes de ser reclutado en 2007 por el Stella Azzurra Roma. En ese club haría su debut en la Serie C Regional en 2009.
Ricci fue progresando a través de las diversas categorías del ascenso italiano en distintos equipos, hasta que en julio de 2017 firmó un contrato por dos años para formar parte del Guerino Vanoli Basket, lo que le dio la oportunidad de hacer su debut en la Serie A. Fue campeón de la Copa Italia de 2019.
En junio de 2019 fue fichado por el Virtus Bolonia. Fue designado como capitán del equipo para la temporada 2020-21, en la cual los boloñeses terminarían consiguiendo el título. 
En 2021 fue contratado por el Olimpia Milano, con el cual conquistaría dos nuevos títulos locales y tendría la chance de actuar en la Euroliga.

## Selección nacional
Ricci fue convocado a las selecciones juveniles de baloncesto de Italia, pero no jugó ningún torneo oficial con las mismas.
Su primera oportunidad para representar a su país fue como miembro de la selección de baloncesto 3x3 de Italia en el torneo de clasificación en Poitiers a la Copa de Europa 3x3 de Baloncesto Masculino de 2018. Poco después fue convocado para jugar con la selección experimental de Italia y, el 29 de noviembre de 2018, hizo finalmente su debut con la selección absoluta en un partido ante Lituania disputado como parte de la clasificación de FIBA Europa para la Copa Mundial de Baloncesto de 2019.
Ricci disputó el Torneo Preolímpico FIBA 2020, el torneo de baloncesto masculino de los Juegos Olímpicos de Tokio 2020, el Eurobasket 2022 y la Copa Mundial de Baloncesto de 2023 entre otros torneos.

## Vida personal
Su padre, el médico Francesco Ricci, fue alcalde de Chieti entre 2005 y 2010 por el Partido Democrático, en tanto que su hermana, Maria Irene Ricci, ha jugado profesionalmente al voleibol. Junto con su familia dirige la fundación Amani Education, la cual realiza trabajo humanitario en África.
Completó el Doctorado en Matemáticas en la Universidad de Bolonia en 2023, presentando una tesis sobre la superficie de Steiner.